# 바지 (한복)

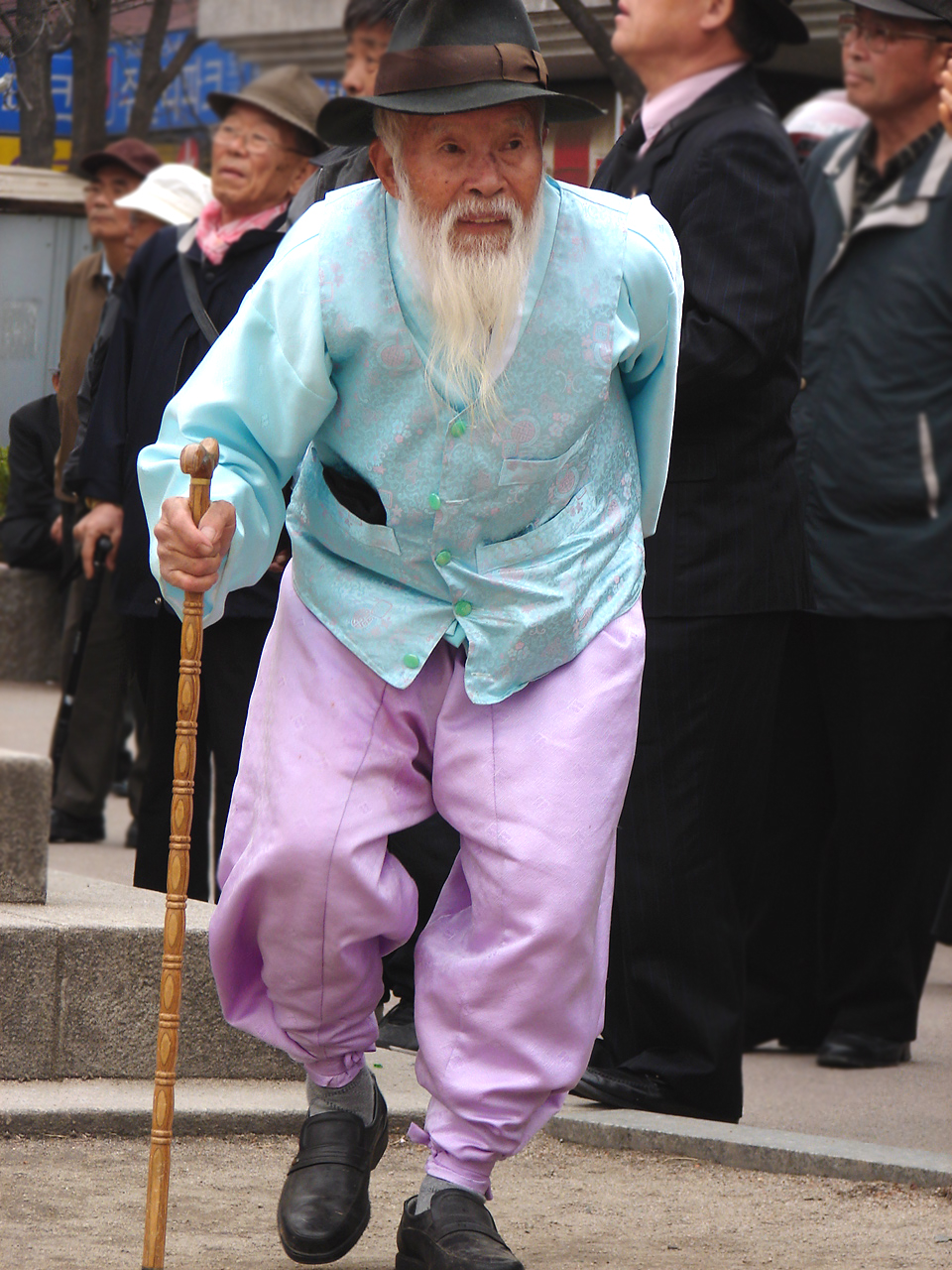
한복을 입은 할아버지.

한복에서 바지는 한복의 하의 부분을 말한다. 꼭 여성이 입어서는 안 된다는 법은 없으나 대개 남자 한복을 지칭한다.
한복의 바지는 6세기까지 신분의 차이 없이 그냥 바지부리를 여맸으나 7세기부터는 여매는 것 대신 선으로 두르는 형태가 생겨난다. 조선왕조실록에서는 겹고, 단고 혹은 단순히 고로 표기하고 있다. 겹고라는 의미는 겹바지임을 가리킨다.
바지는 복색, 재봉방법, 자수 등에 따라 홑바지, 가죽바지, 명주바지, 무명바지 등으로 이름을 구분한다. 한복 바지와 서구식 바지가 다른 점은 구성은 대칭하지만 앞뒤 중심이 사선이어서 움직일 때 편하고 또 한편으로는 착용자의 위엄과 사회적 지위를 나타낸다는 데 있다. 따라서 치수가 분명히 정해져 움직임에 제한이 있게 되는 양장 바지와 달리 여유로운 한복 바지를 입으면 움직임에 상대적인 불편함을 덜 느끼게 되어 좌식 생활에 편했다.
바지라는 용어는 "把持"(파지)라고 정인지가 기록한 것이 최초이며 왕과 왕비의 바지는 특별히 '봉디'(봉지)라고 별도로 부르는 이름이 있었다.